# Hemiexarnis berezskii
Hemiexarnis berezskii är en fjärilsart som beskrevs av Igor Kozhanchikov 1937. Hemiexarnis berezskii ingår i släktet Hemiexarnis och familjen nattflyn. Inga underarter finns listade i Catalogue of Life.